# Наше гостеприимство (фильм)
«Наше гостеприимство» (англ. Our Hospitality) — американская немая комедия 1923 года с Бастером Китоном в главной роли.

## Сюжет
Фильм повествует о многолетней усобице семей Кенфилд и Маккей (отсылка к усобице Хэтфилдов и Маккоев), о первопричине которой уже все забыли.

## Производство
Натурные сцены были сняты в Калифорнии и Орегоне. Знаменитая сцена спасения из водопада была снята в декорациях Голливудской студии Китона.
Сюжет фильма относится к 1830-м годам. Специально для фильма была сделана рабочая копия «Ракеты» Стефенсона, одного из первых локомотивов.
Актер фильма и друг Китона — Джо Робертс умер вскоре после окончания съёмок фильма.
Фильм стал единственным, в котором встретились три поколения Китонов — отец Бастера сыграл машиниста поезда, а его сына сняли в прологе фильма в роли героя в младенчестве.

## Роли исполняли
- Бастер Китон — Вилли Маккей
- Джо Робертс — Джозеф Кенфилд
- Натали Толмедж — Вирджиния Кенфилд
- Ральф Бушмен — Клейтон Кенфилд
- Крэйг Уорд — Ли Кенфилд
- Монте Коллинз — священник
- Джо Китон — машинист
- Китти Брэдбери — тетя Мэри
- Бастер Китон-младший — Вилли Маккей (1 год)